# Peter Ueberroth
Peter Victor Ueberroth (nacido el 2 de septiembre de 1937) es un ejecutivo estadounidense. Fue el 6.º comisionado del béisbol de la Gran Liga de Béisbol (MLB, en inglés) de 1984 a 1989 y ostenta a fecha de 2008 el cargo de presidente del Comité Olímpico Estadounidense.

## Biografía

### Principios
Aunque Ueberroth nació en Evanston, Illinois, creció en el Norte de California. Durante sus estudios en el Instituto Fremont de Sunnyvale, California, Ueberroth destacó en fútbol americano, en béisbol y en natación. Tras graduarse en el instituto, Ueberroth fue a la Universidad Estatal de San José con una beca de deporte. En la universidad se unió a la fraternidad de los Delta Upsilon. Compitió en las pruebas de waterpolo durante los Juegos Olímpicos de Verano estadounidenses. Ueberroth finalmente se licenció en Administración de Empresas en 1959.

### Trans International Airlines
Terminada la universidad, Ueberroth fue nombrado vicepresidente y accionista de la Trans International Airlines (tenía 22 años por entonces). Ueberroth trabajó en la compañía hasta 1963, cuando fundó su propia compañía de viajes, la First Travel Corporation. Cuando la vendió más tarde en 1980 era la segunda empresa de transporte más grande en Norteamérica.

### Juegos Olímpicos de 1984
Durante cinco años Ueberroth fue el organizador de los Juegos Olímpicos de Los Ángeles. Fue un personaje ilustre de los Juegos y recibió la Orden Olímpica de oro en la clausura. Debido al gran éxito de los Juegos fue Persona del año 1984 para la revista TIME. Con el mandato de Ueberroth y gracias a su administración los primeros Juegos Olímpicos de financiación privada tuvo un superávit de casi 250 millones de dólares. Esta cantidad se empleó más tarde en la promoción de actividades deportivas para jóvenes por todos los Estados Unidos. Ueberroth nació, casualidad de la vida, el mismo día en que murió el fundador de los Juegos Olímpicos modernos, el barón Pierre de Coubertin.

### Comisionado del béisbol
Ueberroth fue elegido como sucesor de Bowie Kuhn el 3 de marzo de 1984 y tomó posesión de su puesto el 1 de octubre del mismo año. Ueberroth aumentó la capacidad de imponer sanciones del comisionado, elevándola de 5.000 a 250.000 dólares. Su propio sueldo alcanzó, según se dice, los 450.000 dólares, casi el doble de lo que ganaba Kuhn.
Mientras Ueberroth tomaba posesión de su cargo, la Unión de Árbitros de la Gran Liga amenazaba con anuncios de huelgas durante la postemporada. Ueberroth logró mediar en el asunto y consiguió que los árbitros volvieran a su labor antes de que acabase la liga (League Championship Series). Al verano siguiente Ueberroth volvió a maniobrar para limitar la huelga de los jugadores a un solo día antes de alcanzar un nuevo acuerdo laboral con la Asociación de Jugadores de la MLB.
Durante su cargo como comisionado, Ueberroth readmitió a los jugadores del Salón de la Fama del Béisbol Willie Mays y Mickey Mantle, a quienes Kuhn había prohibido participar en la MLB a causa de sus negocios en casinos de juego. Además, Ueberroth facilitó los acuerdos conjuntos entre jugadores o clubes, suspendió a algunos jugadores por consumo de cocaína, negoció un contrato televisivo de 1,2 billones de dólares con la CBS, e inició la investigación contra el vicio de apostar de Pete Rose. En 1985, cuando Ueberroth había cumplido un año en su cargo, la liga de béisbol pasó de la serie del mejor de cinco al mejor de siete.
A petición suya los Chicago Cubs prefirieron instalar luces en el Wrigley Field antes que indemnizar a las ligas por las ganancias perdidas en juegos nocturnos. Ueberroth aprendió que podían obtenerse nuevos ingresos si se convencía a las grandes corporaciones para que pagaran por el privilegio de publicitar sus productos en la Major League Baseball.
Bajo el mandato de Ueberroth se incrementó la asistencia de público de la MLB (récord de asistencia durante cuatro años seguidos), se endureció el control del público y de la entrada de alcohol en los estadios y se hizo una estricta campaña antidroga de gran éxito. Cuando Ueberroth accedió a su cargo, 21 de los 26 clubes perdían dinero, mientras que durante su última temporada (1988) todos los clubes tuvieron ganancias o al menos cubrían sus gastos. Por ejemplo, en 1987 la industria del béisbol tuvo unas ganancias netas de 21,3 billones de dólares, su primer año con superávit desde 1973.
La Asociación de Jugadores de la MLB presentó una denuncia por acuerdos ilegales, alegando que Ueberroth y los propietarios de los equipos habían violado el acuerdo sobre negociaciones colectivas durante las temporadas 1985-1987. La Asociación de Jugadores ganó el caso y hubo multas de 280 millones de dólares.

### Actividades posteriores
Antes del comienzo de la temporada de 1989, Ueberroth dejó el cargo de comisionado aunque éste no finalizaba hasta octubre de ese año. Le sucedió el presidente de la Liga Nacional A. Bartlett Giamatti. Tres años más tarde se puso al frente del proyecto Reconstruyamos Los Ángeles tras los disturbios de Los Ángeles en 1992.
Em 1999 Ueberroth, junto con Arnold Palmer y Clint Eastwood, compró el campo de golf de Pebble Beach.
Ueberroth se presentó a Gobernador de California en las elecciones del 2003 como independiente, aunque estaba apuntado al Partido Republicano. Su campaña se centró en la crisis financiera de California, evitando los temas sociales. Como las encuestas le daban un escaso apoyo, abandonó la carrera el 9 de septiembre de 2003, si bien su nombre aún apareció en las papeletas de voto y obtuvo una pequeña pero significativa cantidad de ellos. Quedó en el sexto puesto entre 135 candidatos.
Peter V. Ueberroth ha sido director de la compañía Coca-Cola desde 1986. Es inversor y director de Contrarian Group Inc., una compañía de administración de empresas, cargo que ha ocupado desde 1989. También es codirector de la Pebble Beach Company, además de director de Ambassadors International Inc. y de la Hilton Hotels Corporation y Adecco S.A.
Ueberroth también es director del cuerpo de directores del Comité Olímpico Estadounidense.
Ueberroth y su esposa Ginny fueron dos de los fundadores de la Sage Hill School. También ocupó brevemente un cargo en el Athletic Advisory Council.

## Para saber más
- New York Magazine, "Béisbol: Nancy Collins entrevista al Comisionado del Béisbol Peter Ueberroth (en inglés)", 9 de junio de 1986, pp. 52-57+61.